# A Veiga (Astúrias)
A Veiga (em galego-asturiano) ou Vegadeo (em castelhano e oficialmente) é um município da Espanha na província e Principado das Astúrias. Tem 82,75 km² de área e em 2019 tinha 3 926 habitantes (densidade: 47,4 hab./km²).
O concelho é considerado tradicionalmente como um dos 48 concelhos falantes de galego fora da Galiza autonómica. Em janeiro de 2016 tornou-se o primeiro município asturiano a aceitar o galego como idioma oficial.

## Demografia
| Variação demográfica do município entre 1991 e 2004 | Variação demográfica do município entre 1991 e 2004 | Variação demográfica do município entre 1991 e 2004 | Variação demográfica do município entre 1991 e 2004 |
| --------------------------------------------------- | --------------------------------------------------- | --------------------------------------------------- | --------------------------------------------------- |
| 1991                                                | 1996                                                | 2001                                                | 2004                                                |
| 5138                                                | 5030                                                | 4561                                                | 4465                                                |